# Alain Fiaut
Alain Fiaut (16 février 1964 - 16 août 2019) est un international français et entraineur de rink hockey, ayant évolué dans plusieurs clubs bretons durant toute sa carrière. 

## Carrière
Alain Fiaut commence à patiner à l'âge de 6 ans au COB. Il rejoint par la suite le RAC Saint-Brieuc mais tant pour le rink hockey que pour la course. Il est championnat de France a plusieurs reprises dans les catégories jeunes. 
Il est sélectionné en équipe de France à partir de 1982 notamment en championnat européen pour les moins de 20 ans et à la Basler Cup. Par la suite, il participe à deux championnats d'Europe avec l'équipe sénior en 1985 et 1987. Il est également sélectionné pour participer au Mondial 1986 durant lequel il marque à trois reprises.  Il compte une cinquante de sélection en Équipe de France. 
En tant qu'entraineur il parvient à faire remonter les clubs de Ploufragan et de Saint-Brieuc de la troisième division à l'Élite. Il met fin à sa carrière d'entraineur en 2009. 
En juin 2019, il participe à un tournoi commémoratif avec d'autres anciens joueurs de Saint-Brieuc. 
Il est victime d'un infarctus le 3 août 2019 et décède le 16 août .